# Luna–19
A Luna–19 (E-8LS-202-, Луна-19) harmadik generációs szovjet űrszonda.

## Küldetés
Feladata a Hold megközelítése – körpályára állás, Hold-talaj felderítése gamma-sugárzás-mérésekkel, nagy felbontóképességű panorámafelvételek készítése, mikrometeorit-sűrűségi, rádiós magassági és hullámterjedési mérések, kozmikus sugárzásvizsgálatok végrehajtása, valamint a Hold gravitációs és mágneses terének tanulmányozása. Repülés közben a kozmikus sugárzás, a napszél, a mikrometeoritok, az interplanetáris anyag és a Hold mágneses terének vizsgálata.

## Jellemzői
Építette és üzemeltette az OKB–1 (oroszul: Особое конструкторское бюро №1, ОКБ-1), később Lavocskin-tervezőiroda.
1971. szeptember 28-án a Bajkonuri indítóbázisról négylépcsős, az emelkedést segítő szilárd hajtóanyagú segédrakéták párhuzamos elrendezésével, egy Proton-K/D hordozórakétával (8K78K) állították Föld körüli parkolópályára. Felépítése, szerkezete megegyezett a Luna–17 űrszondával. Műszerezettségét tekintve a korábbi holdszputnyikok továbbfejlesztett változata. Az orbitális egység pályája 88,8 perces, 51,6 fokos hajlásszögű, az elliptikus pálya adatai: perigeuma 172 kilométer, apogeuma 260 kilométer volt. Az utolsó fokozat hajtóművének újraindításával elérte a szökési sebességet. Három ponton stabilizált (Föld-, Hold- és Nap-központú) űreszköz. A repülési idő 4,4 nap volt. Hasznos tömege 5600 kilogramm.
Szeptember 29-én és október 1-jén hajtottak végre pályakorrekciót. Az október 2-án végrehajtott fékezést követően Hold körüli körpályára állították. Hold körüli pályaadatai: keringési ideje 2 óra 2 perc, 40,6 fokos hajlásszög, periszelénium (a Holdhoz legközelebb eső pontja, első keringésbél: 140 kilométer), aposzelénium (a Holdtól legtávolabb eső pontja, első keringésbél 140 kilométer). Nem tartalmazott leszállóegységet. Élettartamát napelemei, kémiai akkumulátorai, valamint radióizotópos hőforrása, a nagy hajtóanyag-tartalék (pályakorrekciók segítése) tette megbízhatóvá.
Október 4-én pályakorrekciót végeztek. Hold körüli pályaadatai: keringési ideje 2 óra 1 perc, 40,6 fokos hajlásszög, periszelénium 127 kilométer és aposzelénium 135 kilométer.
Hold körüli pályaadatai: keringési ideje 2 óra 11 perc, 40,7 fokos hajlásszög, periszelénium  77 kilométer és aposzelénium  385 kilométer. Több mint egy évig folytatta tudományos programját, 4000-szer kerülte meg a Holdat, 1000 rádiókapcsolatot létesítettek vele.

## Külső hivatkozások
- Luna–19. zarya.info. [2022. július 1-i dátummal az eredetiből archiválva]. (Hozzáférés: 2013. február 3.)
- Luna–19. skyrocket.de. (Hozzáférés: 2013. február 3.)
- Luna–19. ib.cas.cz. [2013. október 13-i dátummal az eredetiből archiválva]. (Hozzáférés: 2013. február 3.)
- Luna–19. nasa.gov. [2013. február 24-i dátummal az eredetiből archiválva]. (Hozzáférés: 2013. február 3.)

| Elődje: Luna–18 | Luna-program 1969–1976 | Utódja: Luna–20 |